# Данаилов, Георги
Георги Тодоров Данаилов (1872—1939) — экономист, болгарский государственный деятель, академик Болгарской АН (с 1901).

## Биография
Начальное обучение получил в Свиштове. Окончил Софийскую гимназию (1891). Студент юридического факультета Московского университета (1891—1895). Ученик А. И. Чупрова. Проходил стажировку в области политической экономии, науки о финансах и статистики в Венском, Мюнхенском и Берлинском университетах.
Профессор политической экономии юридического факультета Софийского университета (с 1902). Действительный член Болгарской академии наук (1904), автор трудов по методологии, теории и практики статистических исследований. Основоположник демографии в Болгарии. Автор первого учебника по статистике на болгарском языке.
Депутат Великого народного собрания Болгарии (1909—1934). Министр торговли, промышленности и труда (1918). Министр благоустройства, связи и общественных сооружений (1930).

## Сочинения
- Основные начала политической экономии. 1906; 2 изд.: 1934.